# エグドン・ヒース (ホルスト)
『エグドン・ヒース』（英語: Egdon Heath）H.172 作品47 は、グスターヴ・ホルストが1927年に作曲した交響詩。「トーマス・ハーディへの敬意の作品」（A Homage to Thomas Hardy）との副題が付された本作を、ホルストは自作の中で最も完璧に書かれた楽曲であると考えていた。

## 概要
小説家トーマス・ハーディは主要作全てにおいてイングランド南西部の想定でウェセックスという架空の地域を設定しており、その中にあるとされる同じく架空の地名がエグドン・ヒースである。小説『帰郷』は全編がエグドン・ヒースを題材として書かれており、他にも『カスターブリッジの市長』と短編小説『The Withered Arm』でも言及される。ホルストは本作の作曲中にハーディと会い、ドーセットのウールからバー・レジスの間の、エグドン・ヒースを思わせる現実の荒れ地を共に散策している。ハーディは1927年8月にホルストから本作の献呈を受け入れた。
ホルストは楽譜の冒頭に『帰郷』からの引用を掲げた。彼はプログラム・ノートには常にハーディからの引用文を掲載して欲しいという希望を表明していた。
ひとの本性とぴったりと一致した場所 - 恐ろしくも、憎たらしくも、醜くもない、平凡でも、無意味でも、無気力でもない、ひとのように軽視されても辛抱強く、同時にその日に焼けた単調さの中で並外れて巨大で神秘的な!
編成は一般的であるが、弦楽セクションを拡大する一方で打楽器は除かれている。演奏には約13-14分を要する。

## 演奏史
本作はニューヨーク交響楽団から新作交響曲の委嘱を受けて書かれた楽曲であった。同楽団は1928年2月12日、ニューヨーク・シティ・センターにおいてウォルター・ダムロッシュの指揮で本作を初演している。この3週間前の1月11日にハーディが他界しており、初演では彼を讃えてポール・レイザックが『帰郷』からの抜粋を朗読した。
イギリス初演は世界初演翌日の1928年2月13日にチェルトナムにおいて、作曲者自身の指揮するバーミンガム市交響楽団の演奏によって行われた。1928年2月23日にヴァーツラフ・ターリヒが指揮したロンドン初演では聴衆が騒ぎ立てた。作曲者の娘であるイモージェンはこの演奏が悲惨なものであったと記述している。聴衆は大きな拍手をしたものの、『タイムズ』紙の匿名の評論家によると、それは「音楽作品が聴き手に届いたことを示す自発的なもの」からくるのではなく、作曲者に対する敬意からくるものだったという。『マンチェスター・ガーディアン』紙の評論家も評価が「熱狂よりむしろ敬意あるもの」であったことに同意しつつも、「『エグドン・ヒース』が『惑星』よりも長く聴かれる曲となることに微塵も疑いはない」と言い切っている。
ホルスト自身は本作が最も完璧に書くことのできた楽曲であったと認識しており、これに対してはレイフ・ヴォーン・ウィリアムズら他も同じ意見であった。しかし、本作は『惑星』や『セントポール組曲』といった作品のように注目を集めるには至っていない。エドウィン・エヴァンズは1934年に、なぜ作曲者による評価が大衆に共有されないままなのか、理由を推測している。
この作品の半音階主義は無調の手前まで来ている - 明確な調性を決めることが困難なパッセージが多数出てくるのである。しかし音楽的感覚としてその効果は曖昧ではない。耳に推測をさせるのは感情である。画家はより頻繁にこのことを表現している。思い出されるのは、風景たちが一目見た時には平面で、単色で描かれていたにもかかわらず、目で調べていくにつれて次第に生命を宿してくる様である。

## 大衆文化での利用
ロイヤル・スコティッシュ管弦楽団の録音が、テレビゲーム『シヴィライゼーション5』のサウンドトラックに収録されている。これはヨーロッパの国家としてプレイする際にBGMとして再生することのできる音楽のひとつとなっている。